# Archipiélago de los Ríos
Archipiélago de los Ríos är en ögrupp i Antarktis. Den ligger i havet utanför Västantarktis. Argentina, Chile och Storbritannien gör anspråk på området.